# American Center
El American Center es una torre de gran altura en Southfield, un suburbio de Detroit (Estados Unidos). Fue construida en 1975 como sede corporativa del fabricante de automóviles American Motors Corporation (AMC), que posteriormente fue adquirida por Chrysler Corporation en 1987. El edificio está ubicado junto a las carreteras Interstate 696, M-10 y US 24.
Renovada en 2001, la torre de oficinas tiene 27 pisos, incluido un sótano, y ha sido propiedad y administrada desde 2017 por Redico, un desarrollador inmobiliario de Southfield.

## Arquitectura
El sistema estructural consta de una armadura de acero. Diseñado como una torre de arquitectura moderna, el muro cortina de la fachada era originalmente de vidrio dorado. La torre es de planta cuadrada, con esquinas achaflanadas. El núcleo del ascensor es inusual porque gira 45 grados con respecto al eje de la torre. El edificio también incluye un estacionamiento y locales comerciales. Tiene una designación LEED.

## Historia
AMC anunció en 1973 que se trasladaría a un nuevo edificio en Southfield, el edificio de oficinas de American Motors Corporation. En 1975, AMC así lohixo, uniéndose al éxodo de empresas de Detroit. La compañía continuó sus operaciones de ingeniería y diseño automotriz en su histórico complejo de Plymouth Road (14250 Plymouth Road) en Detroit, como lo hizo Chrysler durante un tiempo después de adquirir AMC.
Tras la adquisición, Chrysler Financial ocupó 10 pisos del edificio de 25 pisos de 16 258 m², y la Corte de Apelaciones de Míchigan ocupaba unos 3112 m².
El edificio era propiedad de Charter One Bank, que en 2004 era propiedad de Citizens Financial Group.